# Сајота (Илиноис)
Сајота град је у америчкој савезној држави Илиноис.

## Демографија
По попису из 2010. године број становника је 61, што је 3 (5,2%) становника више него 2000. године.
| Група             | 2000.       | 2010.       |
| Белци             | 58 (100,0%) | 61 (100,0%) |
| Афроамериканци    | 0 (0,0%)    | 0 (0,0%)    |
| Азијати           | 0 (0,0%)    | 0 (0,0%)    |
| Хиспаноамериканци | 0 (0,0%)    | 0 (0,0%)    |
| Укупно            | 58          | 61          |